# Cotachena histricalis
Cotachena histricalis is een vlinder uit de familie van de grasmotten (Crambidae), uit de onderfamilie van de Spilomelinae. De wetenschappelijke naam van deze soort is voor het eerst voorgesteld als Botys histricalis door Francis Walker in een publicatie uit 1859.

## Verspreiding
De soort komt voor in China, India, Sri Lanka, Myanmar, Thailand, Indonesië, Australië en op de Solomonseilanden.

## Ondersoorten
- Cotachena histricalis histricalis (Walker, 1859)
- Cotachena histricalis orientalis Rothschild, 1915